# Comuna Maidan-Oleksandrivskîi, Vinkivți
Maidan-Oleksandrivskîi (în ucraineană Майдан-Олександрівський) este o comună în raionul Vinkivți, regiunea Hmelnîțkîi, Ucraina, formată din satele Balkî, Huta și Maidan-Oleksandrivskîi (reședința).

## Demografie
Componența lingvistică a comunei Maidan-Oleksandrivskîi
     Ucraineană (99,44%)
     Alte limbi (0,4%)
Conform recensământului din 2001, majoritatea populației comunei Maidan-Oleksandrivskîi era vorbitoare de ucraineană (99,44%), existând în minoritate și vorbitori de alte limbi.